# كأس هونغ كونغ 2006–07
كأس هونغ كونغ 2006–07 (بالصينية: 2006–07年香港足總盃) هو موسم من كأس هونغ كونغ. فاز فيه نادي جنوب الصين.